# Gharana
Gharana es un término proveniente del hindi y del urdu clásico que significa ‘de la casa de’ o en su contexto popular ‘quien proviene del sustentor del hogar’ y que es empleado en la música clásica de la India, que se define como género musical, o descendencia de la enseñanza musical. Existen múltiples tipos de gharanas y cada una proviene de un estado o región en donde predomina la enseñanza característica de cada zona.
El gharana es la etiqueta que porta cada estudiante de dicha corriente. El tipo de gharana más sobresaliente es el panyabi gharana, aunque todavía persisten otros.
- Datos: Q1521426